# Fuck tha Police
〈Fuck tha Police〉는 미국의 힙합 그룹 N.W.A의 항의 노래로, 1989년 음반 《Straight Outta Compton》과 《Greatest Hits》 컴필레이션 음반에 수록되어 있다. 가사는 경찰의 폭력과 인종 프로파일링에 항의하는 내용을 담고 있으며, 이 곡은 2004년 《롤링 스톤》이 선정한 역사상 가장 위대한 노래 500곡 목록에서 425위에 올랐다. 2021년, 《롤링 스톤》은 갱신된 목록에서 이 곡을 190위로 재배치했으며, 2025년에는 "역사상 가장 위대한 항의 노래 100곡" 목록에서 10위에 선정하였다.
1989년 발매 이후 〈Fuck the Police〉라는 슬로건은 티셔츠, 예술 작품, 정치적 표현의 형태로 대중문화에 계속해서 영향을 주었으며, 본 석스 앤 하모니, 도프, 레이지 어게인스트 더 머신, 코튼마우스 킹스의 커버 버전에서 볼 수 있듯이 다른 장르로도 확장되었다.

## 구성
〈Fuck tha Police〉는 법정 절차를 풍자하며, 닥터 드레를 경찰청에 대한 기소를 심리하는 판사로 등장시키는 방식으로 이를 뒤집는다. 그룹의 세 멤버 아이스 큐브, MC 렌, Eazy-E가 검사의 입장에서 판사 앞에서 "증언"을 하는 형식으로 무대에 오른다. 가사를 통해 래퍼들은 지역 경찰을 비판한다. 두 개의 간주는 인종 프로파일링과 경찰 폭력의 전형적인 모습을 재현한다.
마지막에 배심원단은 경찰청이 "무식하고 따분한 비겁한 개자식"이라는 이유로 유죄 판결을 내린다. 피고로 밝혀진 한 경찰관은 제시된 주장이 모두 거짓이라고 항변하며 정의를 요구하기 시작하지만, 닥터 드레가 그를 법정에서 퇴장시키자 그는 끌려나가며 욕설을 내뱉는다.

## FBI 서한
이 노래는 FBI가 가사의 내용에 대해 불승인 의사를 표하고, 노래가 경찰을 잘못 표현하고 있다고 주장하는 서한을 N.W.A의 음반사에 보내도록 만들었다.
밴드의 매니저 제리 헬러는 자서전 《Ruthless》에서, 그 서한은 사실 FBI 전체를 대표하는 것이 아니라 "분노한 단 한 명의 관료가 자신의 지위를 이용해" 보낸 것이며, 그의 이름은 밀트 알러리치였다고 썼다. 그는 FBI 전체를 대표한다고 거짓으로 가장했고, 그 행동으로 인해 "FBI의 외진 하트퍼드 사무소로 전근을 당했다"고 기술하였다. 헬러는 또한 FBI의 급습에 대비하여 루슬러스 레코드 사무실에서 모든 민감한 문서를 제거했다고도 밝혔다.
서한에서 알러리치는 "1988년 임무 수행 중에 범죄에 의해 살해된 78명의 법 집행관"을 언급하며, N.W.A가 제작한 것과 같은 음반들이 "이 용감하고 헌신적인 경찰관들에게 낙담과 수모를 안겼다"고 적었다. 알러리치는 서한에서 특정 N.W.A 곡의 이름을 언급하지는 않았지만, 이후 〈Fuck tha Police〉를 지칭한 것임을 인정하였다.

## 인증
| 국가                                                            | 인증     | 판매량/출하량 |
| --------------------------------------------------------------- | -------- | ------------- |
| 캐나다 (뮤직 캐나다)                                            | 골드     | 40,000*       |
| 덴마크 (IFPI Danmark)                                           | 골드     | 45,000        |
| 뉴질랜드 (RMNZ)                                                 | 플래티넘 | 30,000        |
| 영국 (BPI)                                                      | 골드     | 400,000       |
| *판매량을 기반으로 한 인증 · 판매량+스트리밍을 기반으로 한 인증 |          |               |